# رافائل ملکونیان (زمین‌شناس)
رافائل لوونی ملکونیان (ارمنی: Ռաֆայել Լևոնի Մելքոնյան؛  زادهٔ ۲۹ نوامبر ۱۹۳۴) زمین‌شناس اهل ارمنستان است.

## زندگی‌نامه
وی در ۲۹ نوامبر ۱۹۳۴ در ایروان به دنیا آمد و از دانشگاه دولتی ایروان فارغ‌التحصیل گشت. ادوارد ملکونیان و داویت ملکونیان برادران وی هستند همچنین برندهٔ جوایزی همچون نشان آنانیا شیراکاتسی () و دانشمند شایسته جمهوری ارمنستان () شده است.

## یادداشت
1. ↑  Երկրաբանա-հանքաբանական գիտությունների դոկտոր
2. ↑  Institute of Geological Sciences of National Academy of Sciences of Armenia